# 维多利亚·奥胡鲁古
维多利亚·奥胡鲁古（英語：Victoria Ohuruogu，1993年2月28日—），英国女子田径运动员，2014年世界室内田径锦标赛女子4×400米接力铜牌得主、2022年世界田径锦标赛女子4×400米接力铜牌得主、2022年英联邦运动会女子400米银牌得主。